# Isidor Niflot
Isidor Niflot (n. 16 aprilie 1881, Imperiul Rus – d. 29 mai 1950) a fost un luptător ce a reprezentat Statele Unite ale Americii, medaliat olimpic. A participat la o ediție a Jocurilor Olimpice (1904) în care a câștigat o medalie de aur.

## Participări
Lista de mai jos prezintă principalele competiții la care a participat Isidor Niflot de-a lungul carierei.
- wrestling at the 1904 Summer Olympics – men's freestyle bantamweight[*]